# Diaethria heinrichi
Diaethria heinrichi är en fjärilsart som beskrevs av Friedrich Alwin Schade 1944. Diaethria heinrichi ingår i släktet Diaethria och familjen praktfjärilar. Inga underarter finns listade i Catalogue of Life.